# Nattjärnsskogens naturreservat
Nattjärnsskogens naturreservat är ett naturreservat i Torsby kommun i Värmlands län.
Området är naturskyddat sedan 2023 och är 163 hektar stort. Reservatet ligger nordost om Stöllet består av Halgån, myrområden med brandpräglad tallskog, och grandominerad barrblandskog.